# Is for Karaoke
Is for Karaoke è il settimo album in studio del gruppo musicale christian rock statunitense Relient K, pubblicato nel 2011. Si tratta di un album di cover.

## Tracce
1. Girls Just Want to Have Fun – 2:48 – Cyndi Lauper
2. Baby – 2:52 – Justin Bieber
3. One Headlight – 4:17 – The Wallflowers
4. You're the Inspiration – 3:45 – Chicago
5. The Distance – 2:54 – Cake
6. Crazy – 2:53 – Gnarls Barkley
7. Motorcycle Drive By – 4:14 – Third Eye Blind
8. Doctor Worm – 3:03 – They Might Be Giants
9. Interstate Love Song – 3:38 – Stone Temple Pilots
10. Here Comes My Girl – 4:05 – Tom Petty & The Heartbreakers
11. Africa – 4:57 – Toto
12. Surf Wax America – 3:05 – Weezer
13. Inside of Love – 4:03 – Nada Surf
14. Everybody Wants to Rule the World – 3:57 – Tears for Fears

## Formazione
- Matt Thiessen – voce, chitarra, tromba, tastiere
- Matt Hoopes – chitarra, cori, tromba
- John Warne – basso, cori
- Jon Schneck – chitarra, cori
- Ethan Luck – batteria, cori
- Mark Lee Townsend – chitarra, cori, produzione
- Justin York – chitarra